# بيرترانديت
البيرترانديت (Bertrandite) هو معدن هيدروكسيدي من معادن السيليكات للبيريليوم، له التركيب Be4Si2O7(OH)2.

## الخصائص
يأتي البيرترانديت على شكل معدن أصفر شاحب إلى عديم اللون، وله صلادة تتراوح بين 6-7 على مقياس موس.

## الوفرة
يوجد البيرترانديت عادةً في صخور البيغماتيت الغنيّة بالبيريليوم، وهو يعد شكلاً متحوّلاً من البيريل. يأتي البيرترانديت عادةً كاستبدال زائف Pseudomorph للبيريل.
بالإضافة إلى البيريل يترافق البيرترانديت عادةً مع المعادن التالية: الفيناكيت والهيردريت Herderite و التورمالين والمسكوفيت والفلوريت والكوارتز.

## التاريخ
اكتشف معدن البيرترانديت بالقرب من نانت الفرنسية سنة 1883، وسمّي بهذا الاسم نسبةً إلى عالم المعادن الفرنسي إيميل بيرتراند Émile Bertrand الذي عاش بين 1844–1909.